# Contea di Jangheung
La contea di Jangheung (Jangheung-gun; 장흥군; 長興郡) è una delle suddivisioni della provincia sudcoreana del Sud Jeolla.